# Szafer Ridge
Szafer Ridge (polnisch Grań Szafera) ist ein zwischen 250 und 260 m hoher Gebirgskamm auf King George Island im Archipel der Südlichen Shetlandinseln. Er ragt zwischen dem Professor- und dem Dobrowolski-Gletscher am Ufer des Martel Inlet auf.
Polnische Wissenschaftler benannten ihn 1980 nach Władysław Szafer (1886–1970), einem polnischen Botaniker, Paläobotaniker und Naturschützer.